# Underground Network
Albums de Anti-Flag
A New Kind of Army
(1999) Mobilize
(2002)
Underground Network est le nom du troisième album du groupe punk-rock Anti-Flag sorti en 2001. Il est considéré comme étant l'album qui a permis au groupe de devenir un grand nom de la scène punk américaine avec des titres comme Underground Network, Bring Out Your Dead, et Stars and Stripes.
La chanson This Machine Kills Fascists est un hommage au chanteur et guitariste folk Woody Guthrie, qui inscrivait ce slogan sur toutes ses guitares.

## Liste des pistes
| Underground Network | Underground Network                    | Underground Network | Underground Network | Underground Network | Underground Network | Underground Network | Underground Network | Underground Network | Underground Network |
| No                  | Titre                                  | Durée               |                     |                     |                     |                     |                     |                     |                     |
| ------------------- | -------------------------------------- | ------------------- | ------------------- | ------------------- | ------------------- | ------------------- | ------------------- | ------------------- | ------------------- |
| 1.                  | Angry, Young and Poor                  | 2:42                |                     |                     |                     |                     |                     |                     |                     |
| 2.                  | This Machine Kills Fascists            | 1:38                |                     |                     |                     |                     |                     |                     |                     |
| 3.                  | Underground Network                    | 4:03                |                     |                     |                     |                     |                     |                     |                     |
| 4.                  | Daddy Warbux                           | 2:16                |                     |                     |                     |                     |                     |                     |                     |
| 5.                  | Vieques, Puerto Rico: Bikini Revisited | 3:11                |                     |                     |                     |                     |                     |                     |                     |
| 6.                  | Stars and Stripes                      | 3:33                |                     |                     |                     |                     |                     |                     |                     |
| 7.                  | Watch the Right                        | 2:52                |                     |                     |                     |                     |                     |                     |                     |
| 8.                  | The Panama Deception                   | 3:03                |                     |                     |                     |                     |                     |                     |                     |
| 9.                  | Culture Revolution                     | 3:41                |                     |                     |                     |                     |                     |                     |                     |
| 10.                 | Spaza House Destruction Party          | 3:04                |                     |                     |                     |                     |                     |                     |                     |
| 11.                 | Bring Out Your Dead                    | 2:14                |                     |                     |                     |                     |                     |                     |                     |
| 12.                 | A Start                                | 2:45                |                     |                     |                     |                     |                     |                     |                     |
| 13.                 | Until It Happens to You                | 2:48                |                     |                     |                     |                     |                     |                     |                     |
| 37:49               |                                        |                     |                     |                     |                     |                     |                     |                     |                     |

## Membres du groupe
- Justin Sane - Guitare, chant
- Chris Head - Guitare, chant
- Chris #2 - Guitare basse, chant
- Pat Thetic - Batterie